# Gynopterus dubius
Gynopterus dubius là một loài bọ cánh cứng trong họ Ptinidae. Loài này được Sturm miêu tả khoa học năm 1837.